# 金武村
金武村（かなたけむら）は、福岡県早良郡にあった村。
1960年8月に福岡市へ編入され、自治体としては廃止された。現在は早良区と西区の一部となっている。

## 地理
- 河川：室見川、貞島川、日向川、龍谷川

## 沿革
- 1889年（明治22年）4月1日 - 町村制施行に伴い金武村、吉武村、飯盛村、羽根戸村、四箇村が合併して早良郡金武村が成立。
- 1960年（昭和35年）8月27日[矛盾 ⇔ 福岡市立金武中学校] - 糟屋郡和白町とともに福岡市へ編入される[1]。同日金武村廃止。
- 1972年（昭和47年）4月1日 - 福岡市が政令指定都市へ移行。旧村域は西区に編入する。
- 1982年（昭和57年）5月10日 - 西区の3分割に伴い、旧村域のうち四箇と四箇田団地は早良区、それ以外は西区の一部となる。

## 地域

### 教育

#### 高等学校
- 福岡県立西福岡高等学校金武分校（1960年3月31日に廃止）

#### 中学校
- 早良郡入部村・金武村・田隈村学校組合立北中学校

#### 小学校
- 金武村立金武小学校

## 交通

### 空港
村内に空港はないため、福岡市の板付飛行場を利用することとなる。

### 鉄道
村内に鉄道路線は通っていない。福岡市に編入当時の最寄り駅は筑肥線西新駅もしくは姪浜駅。